# The Pharcyde

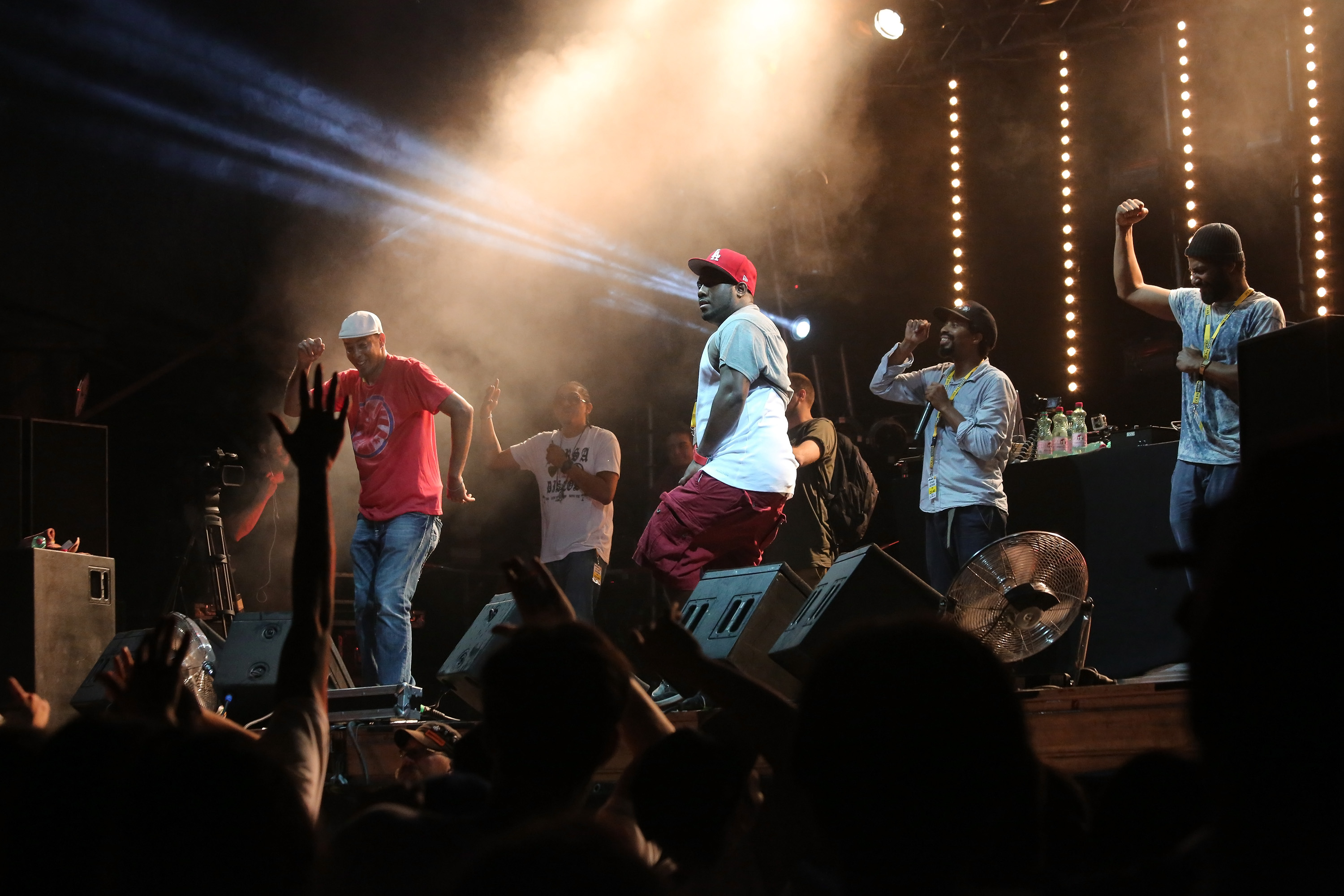
The Pharcyde in 2013

The Pharcyde is een alternatieve-hiphopgroep opgericht in Los Angeles, waar de leden ook opgegroeid zijn. De originele leden zijn "Slimkid3" (Tre Hardson), "Fatlip" (Derrick Stewart), "Imani" (Emandu Wilcox) en "Bootie Brown" (Romye Robinson). De groep is onder andere bekend van hun hits Runnin’, Passin' Me By & Drop en hun debuutalbum Bizarre Ride II The Pharcyde.

## Geschiedenis

### 1991-1996
Na een live optreden van hun nummer Ya Mama voor de hoofden van Delicious Vinyl tekende ze een contract bij het label. Ya Mama werd uitgebracht in 1991 en werd hun debuutsingle. Het viertal maakte samen met hun producer J-Swift hun debuutalbum Bizarre Ride II en brachten het uit in november 1992. Het album werd zeer goed ontvangen en wordt gezien als de grondleggende album voor alternatieve Hip-Hop. Het album verkocht behoorlijk goed en ging goud bij RIAA in 1996. Hun 2de hitsingle Passing Me By bracht hun meer bekendheid en kwam ook in de film Big Daddy. Tijdens het opnemen van hun debuutalbum kregen de groep en hun producer J-Swift problemen en gingen uit elkaar. Het laatst opgenomen nummer Otha Fish is dan ook niet geproduceerd door J-Swift. Nadat ze uit elkaar gingen begon J-Swift verslaafd te raken aan crack waar hij nog steeds van probeert af te kicken.
Nadat het album Bizarre Ride was uitgekomen begon de groep te toeren met A Tribe Called Quest en De La Soul. Hun tournee eindigde met een hoogtepunt met een show bij de Lollapalooza in 1994. In 1995, bracht The Pharcyde hun tweede album, Labcabincalifornia, uit. Het album werd verschillend ontvangen omdat het een heel andere kant op ging dan het eerste. Het experimenteel sfeertje dat bij het eerste album hing ging over naar een wat meer soft, jazzy geluid. Weer haalde de groep een superhit met het nummer Runnin’, dat later in de film 8 mile verscheen. Producers Jay Dee en Diamond D hadden meegewerkt aan de productie van het album en zo wat meer beroemdheid gekregen. Het album verkocht niet zo goed als het vorige en werd geen goud. Problemen tussen Fatlip en de andere MC's begonnen na de verschijning van het album. De groep was Fatlip zat geworden en schopte hem eruit.

### 1997-heden
De groep was merendeel afwezig in de hiphop scene tussen 1997 en 1999. De nu drie overgebleven leden kwamen terug in 2000 met een ep getiteld Chapter One: Testing The Waters. Ze brachten later een vol album uit getiteld Plain Rap. Hierna begonnen de problemen met Slimkid3, die te veel naast zijn schoenen ging lopen en als een soort God behandeld wilde worden volgens de twee andere groep leden. Slimkid ging solo verder onder zijn geboortenaam Tre Hardson en bracht zijn debuutalbum Liberation in 2002 uit.
De twee overgebleven leden Bootie Brown en Imani gingen verder, de groepnaam behoudend. Ze brachten een album uit in 2004, Humboldt Beginnings. Het album deed het niet zo goed en kreeg veel minder aandacht, underground en commercieel. Fat Lip bracht zijn soloalbum uit in 2005, genaamd The Loneliest Punk.